# Antimima pusilla
Antimima pusilla là một loài thực vật có hoa trong họ Phiên hạnh. Loài này được (Schwantes) H.E.K.Hartmann mô tả khoa học đầu tiên năm 1998.